# Паралорикарии
Паралорикарии (лат. Paraloricaria) — род лучепёрых рыб из семейства кольчужных сомов, обитающий в Южной Америке. Научное название происходит от греч. para — «вблизи», «в» и лат. lorica — «кожаный доспех».

## Описание
Общая длина представителей этого рода колеблется от 10,8 до 55,4 см. Голова и туловище сильно уплощены. Голова имеет треугольную форму, рыло немного заострённое. На голове присутствуют небольшие заглазничные выемки. Усы с бахромой. На верхней челюсти усы длинные и разветвлённые. У половозрелых самцов нижняя губа длиннее и шире чем у самок. На пересечении головы и туловища присутствует большая выпуклость. Туловище коренастое, с умеренными костными пластинками. Спинной плавник высокий, широкий, умеренно длинный. Грудные плавники достаточно длинные. Брюшные плавники уступают по размеру грудным плавникам. Анальный плавник сильно вытянут, с коротковатой основой. Жировой плавник отсутствует. Хвостовой стебель тонкий, хвостовой плавник широкий.
Окрас коричневый с различными оттенками.

## Образ жизни
Биология изучена недостаточно. Это донные рыбы. Предпочитают пресную и чистую воду. Держатся разных укрытий: заросли растений, коряг и камней, преимущественно возле дна. Питаются водорослями, мелкими водными беспозвоночными.

## Размножение
Кладку охраняет самец.

## Распространение
Обитают в бассейнах рек Парагвай, Уругвай и Ла-Плата.

## Классификация
На апрель 2018 года в род включают 3 вида:
- Paraloricaria agastor Isbrücker, 1979 — Пapaлорикария[1]
- Paraloricaria commersonoides (Devincenzi, 1943)
- Paraloricaria vetula (Valenciennes, 1835)